# Villa de la Saulaie
Villa de la Saulaie är en enskild återvändsgata i Quartier du Père-Lachaise i Paris tjugonde arrondissement. Gatan är uppkallad efter saule blanc, vitpil, som växer vid gatan. Villa de la Saulaie börjar vid Boulevard de Charonne 168.

## Omgivningar
- Saint-Jean-Bosco
- Cité Aubry
- Villa Riberolle
- Rue Lespagnol

## Bilder
| - Gatuskylt. |

| - Saint-Jean-Bosco. |

## Kommunikationer
- Tunnelbana – linje  – Alexandre Dumas
- Tunnelbana – linje  – Philippe Auguste
- Busshållplats Charonne – Bagnolet – Paris bussnät

### Webbkällor
- ”Villa de la Saulaie”. Mairie de Paris. https://web.archive.org/web/20150910052052/http://www.v2asp.paris.fr/commun/v2asp/v2/nomenclature_voies/Voieactu/8473.nom.htm. Läst 14 februari 2024.
- ”Villa de la Saulaie (20ème arrondissement)”. Les rues de Paris. https://web.archive.org/web/20160409062331/http://www.parisrues.com/rues20/paris-20-villa-de-la-saulaie.html. Läst 14 februari 2024.